# Кубок Конкуренции Британии
Кубок Конкуренции Британии имени Георга VI (исп. Copa de Competencia Británica George VI) или Британский кубок Конкуренции, иногда просто Кубок Конкуренции — аргентинский футбольный турнир, проводившийся в 1940-х годах XX века. Турнир проводился по кубковой схеме, в каждом раунде проводился один матч. Все полуфиналисты автоматически становились участниками другого турнира — Кубка генерала Педро Рамиреса. Турнир 1948 года остановился на стадии 1/8 финала из-за забастовки профессиональных футболистов.

## Финалы
| Год  | Дата            | Чемпион             | Счет | Финалист     |
| ---- | --------------- | ------------------- | ---- | ------------ |
| 1944 | 9 декабря 1944  | Уракан              | 4:2  | Бока Хуниорс |
| 1945 | 12 октября 1945 | Расинг (Авельянеда) | 4:1  | Бока Хуниорс |
| 1946 | 14 декабря 1946 | Бока Хуниорс        | 3:1  | Сан-Лоренсо  |
| 1948 | Отменён         |                     |      |              |